# HD 158633
HD 158633 is een oranje dwerg met een spectraalklasse van K0.V. De ster bevindt zich 41,72 lichtjaar van de zon.